# World Pool Series
Die World Pool Series (auch World 8-Ball Series) war eine Poolbillard-Turnierserie, die größtenteils in den Vereinigten Staaten ausgetragen wurde, genauer gesagt im Steinway Billiards im New Yorker Stadtteil Astoria.

## Geschichte
Im November 2016 kündigte der Poolbillard-Weltverband WPA an, die vom zweimaligen Weltmeister Darren Appleton geplante Turnierserie World Pool Series zu unterstützen. Das erste Turnier der Serie fand im Januar 2017 statt. Vor dem zweiten Turnier wurde der Modus geändert. Die Maximale Teilnehmerzahl wurde von 128 auf 96 reduziert. Während das erste Turnier vollständig im K.-o.-System ausgetragen wurde, wurden die weiteren Turniere nun bis zum Achtelfinale im Doppel-K.-o.-System gespielt.
Für die einzelnen Turniere wurden bis zu 96 Spieler eingeladen. Diese werden von den Organisatoren anhand der Weltrangliste und der Rangliste des amerikanischen Billardverbandes BCA ausgewählt sowie von den Sponsoren als Wildcard. Darüber hinaus gibt es pro Turnier bis zu 24 Qualifikationsturniere, bei denen Startplätze ausgespielt werden. Gespielt wurde die Disziplin 8-Ball, wobei die Regeln teilweise von den offiziellen Regeln der WPA abweichen. Die Teilnehmer traten bis zum Achtelfinale im Doppel-K.-o.-System gegeneinander an und anschließend im K.-o.-System. Die Challengeturniere, bei denen alle Spieler teilnahmeberechtigt waren, die beim Hauptturnier nicht das Achtelfinale erreichten, wurden nach dem gleichen Modus ausgetragen, jedoch mit niedrigeren Ausspielzielen. Anhand der Ergebnisse bei den Turnieren wurde eine Tour-Rangliste erstellt. Die 128 bestplatzierten Spieler dieser Rangliste qualifizierten sich für das Finalturnier.
Für die Ausgabe 2018 folgte eine weitere Änderung des Modus. Nun wurden drei Turniere, je eines im 8-Ball, im 9-Ball und im 10-Ball, ausgetragen, wobei zwei Turniere erneut in New York stattfanden und eines in Bukarest in Rumänien. Zu jedem Event wurden diesmal 80 Spieler eingeladen, wobei die besten 48 Spieler gesetzt waren. Die Top 16 durften zudem erst in der dritten Runde ins Turnier einsteigen. Aus den Ergebnissen der drei Events wurde erneut eine Rangliste berechnet, deren Top 32 im Finalturnier in New York mitspielen konnten. Im Endeffekt nahmen aber 50 Spieler am Finalturnier teil, auch wenn die Top 16 die erste Runde kampflos überspringen konnten. Dessen Disziplin wurde durch eine Abstimmung unter den Fans entschieden, wobei am Ende im 10-Ball gespielt. Neben dem Finalturnier gab es erneut ein Challenge-Turnier, wie auch bereits beim ersten Turnier. Beim Turnier in Bukarest hatte es darüber hinaus ein sogenanntes Warm-Up-Turnier gegeben, dessen Ergebnisse aber unbekannt sind. Danach fanden keine weiteren Austragungen statt.

## Die Turniere im Überblick
| Jahr | Nr. | Hauptturnier                            | Hauptturnier       | Hauptturnier | Hauptturnier      | Hauptturnier     | Challengeturnier     |
| Jahr | Nr. | Turniername                             | Sieger             | Ergebnis     | Finalist          | Halbfinalisten 1 | Sieger               |
| ---- | --- | --------------------------------------- | ------------------ | ------------ | ----------------- | ---------------- | -------------------- |
| 2017 | 1   | Molinari Players Championship           | Ruslan Tschinachow | 16:6         | Lee Van Corteza   | Johann Chua      | Francisco Sánchez    |
| 2017 | 1   | Molinari Players Championship           | Ruslan Tschinachow | 16:6         | Lee Van Corteza   | Darren Appleton  | Francisco Sánchez    |
| 2017 | 2   | Aramith Masters Championship            | Eklent Kaçi        | 6:4, 7:5     | Carlo Biado       | Jayson Shaw      | Lee Van Corteza      |
| 2017 | 2   | Aramith Masters Championship            | Eklent Kaçi        | 6:4, 7:5     | Carlo Biado       | Darren Appleton  | Lee Van Corteza      |
| 2017 | 3   | Ryo Rack Classic                        | Skyler Woodward    | 6:3, 6:2     | Darren Appleton   | Eklent Kaçi      | Mika Immonen         |
| 2017 | 3   | Ryo Rack Classic                        | Skyler Woodward    | 6:3, 6:2     | Darren Appleton   | Radosław Babica  | Mika Immonen         |
| 2017 | 4   | Grand Finale                            | Eklent Kaçi        | 13:11        | Petri Makkonen    | Wu Kun-lin       | Lee Van Corteza      |
| 2017 | 4   | Grand Finale                            | Eklent Kaçi        | 13:11        | Petri Makkonen    | Dennis Orcollo   | Lee Van Corteza      |
| 2018 | 1   | Aramith 9-Ball Players Championship     | Denis Grabe        | 17:7         | Alexander Kazakis | Dennis Orcollo   | Eklent Kaçi          |
| 2018 | 1   | Aramith 9-Ball Players Championship     | Denis Grabe        | 17:7         | Alexander Kazakis | Chris Melling    | Eklent Kaçi          |
| 2018 | 2   | The Rasson 10-Ball Masters Championship | Joshua Filler      | 17:11        | Alexander Kazakis | Lee Van Corteza  | –                    |
| 2018 | 2   | The Rasson 10-Ball Masters Championship | Joshua Filler      | 17:11        | Alexander Kazakis | Dennis Orcollo   | –                    |
| 2018 | 3   | 8-Ball Classic Championship             | Chris Melling      | 17:12        | Jayson Shaw       | Ioan Ladanyi     | Ergebnis unbekannt 2 |
| 2018 | 3   | 8-Ball Classic Championship             | Chris Melling      | 17:12        | Jayson Shaw       | Eklent Kaçi      | Ergebnis unbekannt 2 |
| 2018 | 4 3 | WPS Predator Grand Final                | Joshua Filler      | 17:11        | Ralf Souquet      | Chris Melling    | Kristina Tkatsch     |
| 2018 | 4 3 | WPS Predator Grand Final                | Joshua Filler      | 17:11        | Ralf Souquet      | James Aranas     | Kristina Tkatsch     |